# Burgstall Gleichen
Die Burg Gleichen ist eine abgegangene Spornburg auf einem 467,2 m ü. NN hohen, kegelförmigen Höcker auf einer westlichen Spornspitze rechts über dem hier nordnordwestlich ziehenden Brettachtal im Hohenlohekreis in Baden-Württemberg.
Der Burghügel liegt etwa 1,8 km nordnordöstlich der talaufwärts linksseitig stehenden Burg Maienfels im Bereich der heutigen Ortschaft Obergleichen im Mainhardter Wald, im Gebiet der Gemeinde Pfedelbach.
Zum Brettachtal hin, nach Westen, fällt der Berg steil ab. Auf einem Hochplateau, östlich und nordöstlich der Burganlage, befinden sich die Ortschaften Ober- und Untergleichen, die vom Burghügel überragt werden. Im Volksmund wird der Hügel Schlossberg genannt.

## Beschreibung
Das 34 × 35 Meter große, eingeebnete Burgplateau überragt die Ortschaft Obergleichen um etwa 15 Meter und ist auf drei Seiten von einem künstlichen Ringwall mit Graben umgeben. Der Graben und der zum Teil noch bis zu 2 Meter hohe Wall sind deutlich erkennbar. Eine Ruine oder auch nur Reste von Mauerwerk sind nicht mehr vorhanden. Vermutlich wurde die Burgruine nach ihrem Abgang von den Bewohnern der angrenzenden Orte als Steinbruch genutzt und das Mauerwerk im Laufe der Jahrhunderte als billiges Baumaterial abgetragen. Steinschutt und Ziegelreste deuten jedoch darauf hin, dass früher die feste Bebauung einer Burg auf dem Burgplateau vorhanden war. Eine erkennbare Vertiefung auf dem Gelände könnte auf ein Fundament hindeuten, und ein vorhandener Hügel dürfte ein Gebäuderest sein.

## Geschichte
Die strategisch hervorragende Lage des Burghügels und der weite Blick über den Mainhardter Wald und die Löwensteiner Berge lassen den Schluss zu, dass der Burg zu Zeiten ihrer Erbauung eine bedeutende Rolle zukam.
Erbaut wurde die Burg vermutlich im Zuge der staufischen Verwaltungsreform im 12. Jahrhundert als Reichsburg. Sie war bis zu ihrem Verfall ab dem Jahre 1416 der Sitz der Herrschaft Gleichen.
Erstmals urkundlich erwähnt wurden sie und ihre Besitzer und mutmaßlichen Erbauer, die Herren von Gleichen, im Jahre 1294 als „de Gliche“. Ansonsten ist über diese Familie sehr wenig bekannt.
Nach deren Aussterben oder Wegzug waren wohl zuerst die Herren von Limpurg Besitzer der Anlage. Zwischen 1298 und 1308 kam Gleichen unter König Albrecht I. in den Besitz der Herren von Löwenstein. Im Jahre 1332 findet sich eine weitere Erwähnung der Burg in einer Urkunde von Kaiser Ludwig.
Danach wechselte die Burg mehrfach die Besitzer und ging schließlich im Jahre 1416 in den Besitz des Hauses Hohenlohe-Bartenstein über, das bis zum Verfall der Anlage deren Eigentümer blieb.
Als Viktor zu Hohenlohe-Langenburg 1861 in London in morganatischer Ehe Laura Wilhelmina Seymour, eine Tochter des Admirals Sir George Francis Seymour, heiratete, wurden die Braut und ihre künftigen Nachkommen durch Herzog Ernst II. von Sachsen-Coburg und Gotha zu Grafen und Gräfinnen von Gleichen erhoben. Fälschlich hält sich die Behauptung, der Titel sei nach dem Burgstall Gleichen, der einst im Besitz eines Zweiges der Familie Hohenlohe gewesen war, gewählt worden, bezieht er sich allerdings auf die thüringische Grafschaft Gleichen, deren Herren die Neuensteinische Hauptlinie des Hauses Hohenlohe seit 1631 waren.
Bis 1994 stand auf dem Burggelände ein Hochbehälter der Gleichener Trinkwasserversorgung.
In Gleichen erinnern die Burgstraße und Am Burgrain an die ehemalige Burg.

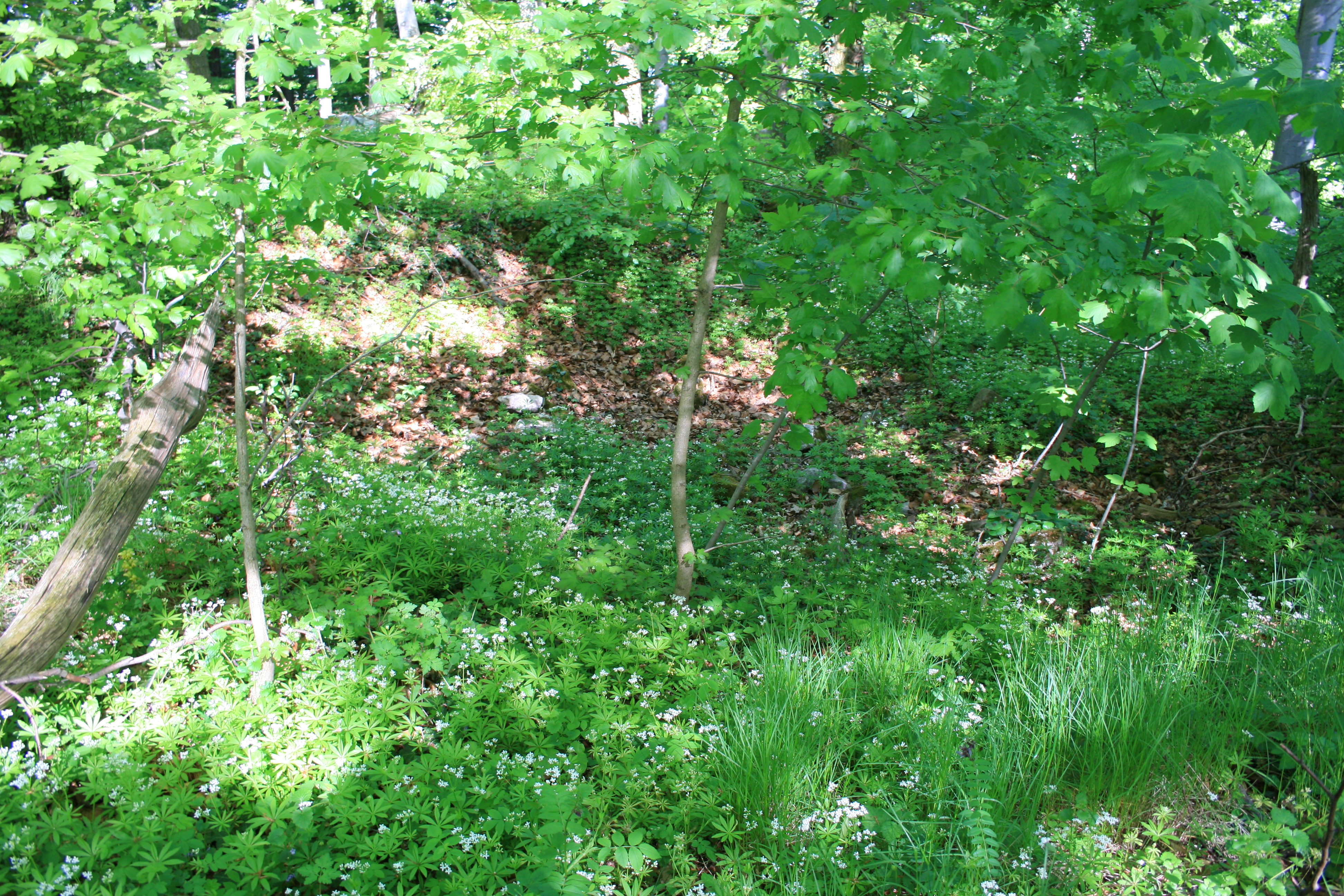
Reste der Burg Gleichen
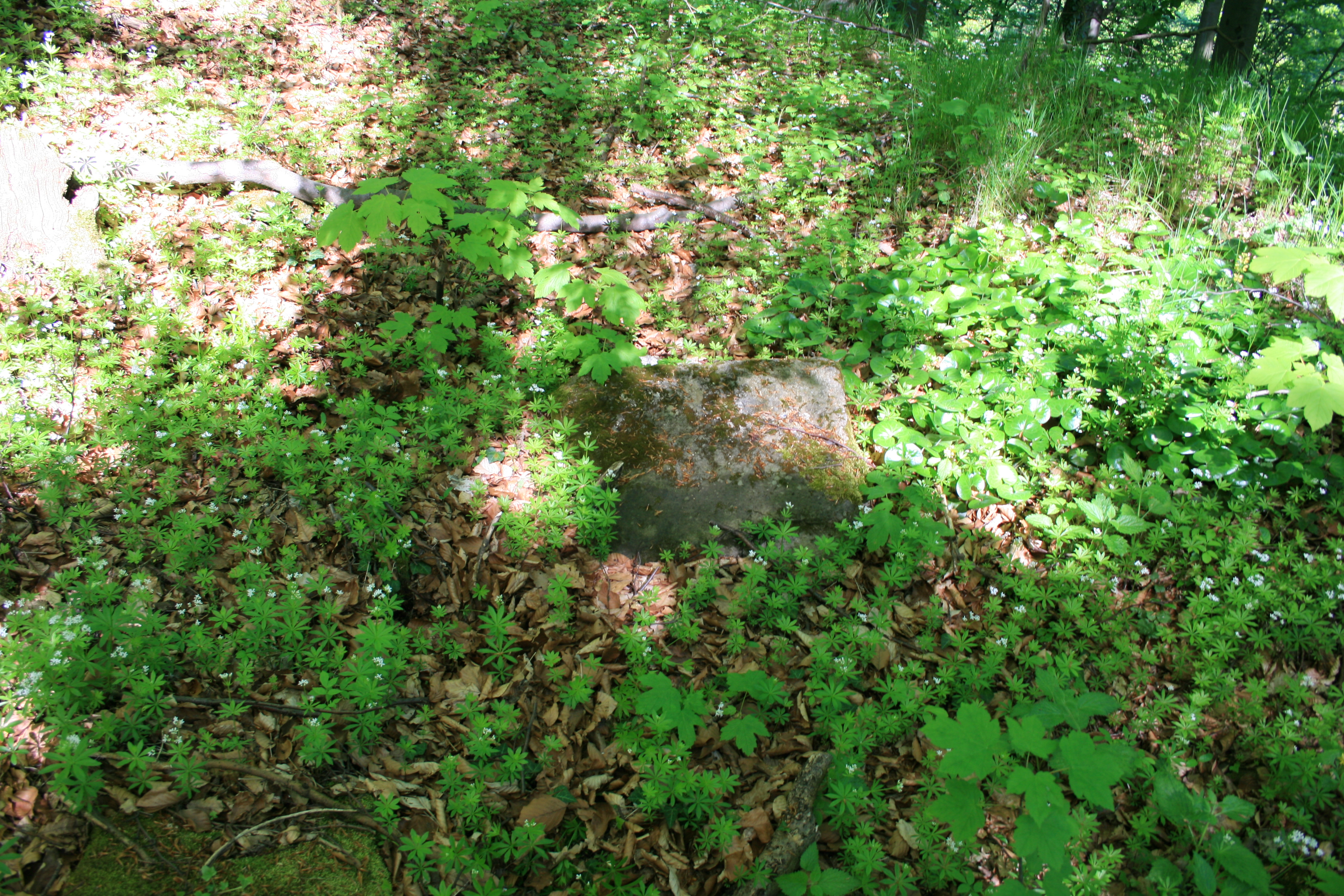
Ein Stein der Burg Gleichen
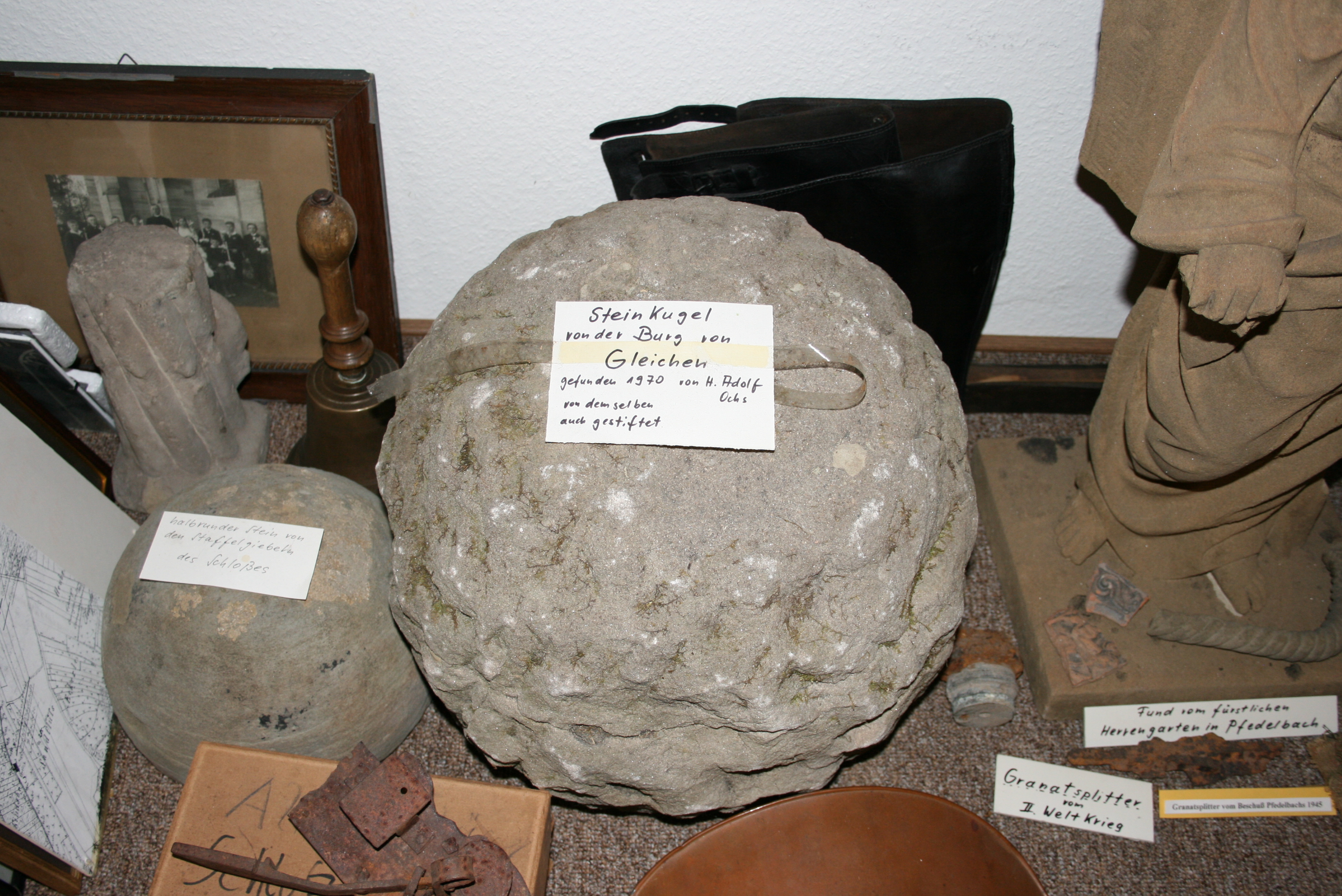
Steinkugel, 1970 auf dem Schlossberg in Gleichen gefunden